# Aquinnah Indijanci
Aquinnah (Gay Head Indijanci), Jedno od nekoliko preživjelih plemena Wampanoag Indijanaca danas naseljenih na plemenskoj zemlji u gradu Aquinnah i u okrugu Dukes na otoku Martha’s Vineyard, Massachusetts, te u drugim krajevima, svih skupa oko 1,100 u novije doba. Plemenski teritorij Aquinnaha područje je poluotoka koje je od Europljana nazvan Gay Head, po višebojnim klifovima na njegovoj obali. Pleme je federalni status, kao The Wampanoag Tribe of Gay Head (Aquinnah), dobilo 1987.  Plemensko vijeće sastoji se od 11 članova koji se biraju svake tri godine i na čijem se čelu nalaze predsjedatelj, dopredsjedatelj, tajnik i blagajnik. Na tradicionalnim pozicijama u plemenskom vijeću su i poglavica i medicineman čiji je mandat doživotan.

## Vanjske poveznice
- Wampanoag Tribe of Gay Head